# Cahuide
Cahuide (Cuzco, inicios del siglo XVI-Cuzco,1536, según el cronista Pedro Pizarro), fue un noble y guerrero inca que participó en la batalla de Sacsayhuamán, durante la guerra de reconquista liderada por Manco Inca. Y es conocido porque, al ver la fortaleza que defendía tomada por los conquistadores españoles y sus aliados, se lanzó desde lo alto de uno de los tres torreones de Sacsayhuamán llamado Muyucmarca (en quechua: lugar redondo) para no caer en manos de sus enemigos...

## Nombre
Algunos cronistas lo llaman Quispe Tito, Titu Cusi Huallpa, otros Culla y otros Surihuamán, también Kahuiti o la variante Kahuide. Aún no se sabe su nombre preciso pero popularmente se le conoce como "Cahuide" que deriva de la palabra quechua: Kawiri que significa vigía.

## Biografía
Cahuide fue un "jefe orejón" (rasgo de la realeza inca) que ejerció como comandante en los tiempos de la guerra civil inca y la conquista; se decía de él que era un hombre de temple singular y de combativo carácter, que batalló con indomable valor y ejemplar arrojo en las filas del ejército inca. 
Tras la toma del Cuzco por parte de los conquistadores españoles, se unió en 1536 a la rebelión iniciada por Manco Inca, siendo uno de los que en Calca juraron luchar hasta la muerte por la reconquista del Tahuantinsuyo; tras lo cual formó parte del ejército que sitió el Cuzco por varios meses y luchó en las calles de la ciudad imperial contra los españoles y sus aliados comandados por los hermanos Pizarro.

### Defensa de Sacsayhuamán y muerte
Para poner fin al sitio, los españoles salen del Cuzco y asaltan con escalas las murallas de la fortaleza de Sacsayhuamán, lugar estratégico desde el cual las tropas de Manco Inca dirigían sus ataques sobre la ciudad. Tras una dura lucha los españoles y sus aliados indígenas fueron ganando las murallas de la fortaleza por lo que Vila Oma (sumo sacerdote), entendiendo que la toma de la fortaleza era inminente, encargó a Cahuide el mando de la fortaleza y se descolgó secretamente por "unos terrados encubiertos que caían por el lado del río" para salvar la conducción de la guerra.
La lucha en Sacsayhuamán continuó por varios días dándose por uno y otro bando "auténticos derroches de valor". No obstante, a los guerreros incas en la fortaleza se les agotó el almacén de piedras y flechas, rumoreándose entre los españoles que también les faltaba agua, por lo que estos lanzaron más ataques con sus escalas sobre los bastiones incas.
Perdido el primer torreón, Cahuide, armado con una adarga en el brazo y una espada en la mano, con una porra en la mano de la adarga y un morrión en la cabeza, «armas todas que cogiera de los cristianos en anteriores encuentros», no dejaba ni un instante de animar a sus ya desvalecientes guerreros andando "como un león de una parte a otra del cubo, en lo alto de todo, estorbando a los españoles que querían subir con escalas".
Con su ejemplo la lucha por el torreón se prolongó, esforzándose a toda costa de impedir la llegada de los enemigos hasta sus posiciones como narraría un pizarrista anónimo: "avisándole que subía algún español por alguna parte, aguijaba a él como un león con la espada en la mano y embrazada la adarga", ni siquiera las heridas recibidas pudieron amenguar su singular arrojo, pues "en este tiempo le dieron dos saetadas e hizo tan poco caso de ellas como si no le tocaran".Narra un testigo anónimo almagrista que los soldados incaicos, que "serían los indios que mataron hasta dos mil hombres", realizaron increíbles esfuerzos por repeler los ataques por todos lados hasta que al final quedaron "todos muertos"; salvo Cahuide quien "se defendió muy bien gran rato después". Sigue la narración del anónimo almagrista que los capitanes españoles, admirados de tan singular bizarría, le rogaron "que cediese" ofreciéndole toda clase de garantías, mas vieron turbados a Cahuide rechazar furioso, e insultándolos, tales demandas.Finalmente, "visto este orejón que se lo habían tomado por dos y tres partes el fuerte", "arrojó una porra que tenía en las manos a Hernando Pizarro" y, hecho esto, "se echó del alto de la fortaleza abajo, para que no triunfasen de él". 
Refiere la crónica de Pedro Pizarro, testigo de la batalla, que Cahuide se comportó como un «héroe clásico», narrando el final de la batalla:

...y llegados al otro (torreón) tenía un orejón por capitán tan valeroso que cierto se podría escribir de él lo que de algunos romanos, este orejón traía una adarga en el brazo, y una espada en la mano, y una porra en la mano de la adarga, y un morrión en la cabeza. Estas armas había habido este de los españoles que habían muerto en los caminos, y otras muchas que los indios tenían en su poder. Andaba pues este orejón como un león de una parte a otra del cubo (torreón) en lo alto de todo, estorbando a los españoles que querían subir con escalas y matando a los indios que se les rendían... Pues avisandole los suyos que subía algun español por alguna parte, aguijaba (estoqueaba) a él como un león con la espada en la mano y embrazada la adarga... y mandó Hernando Pizarro a los españoles que subían que no matasen a este indio sino que lo tomasen a vida... Visto este orejón que se lo habían ganado (el torreón) y le habían tomado por dos o tres partes el fuerte, arrojando las armas se tapó la cabeza y el rostro con la manta y se arrojó... A Hernando Pizarro le pesó mucho no tomarlo con vida.
 Crónica de Pedro Pizarro

## Reconocimiento

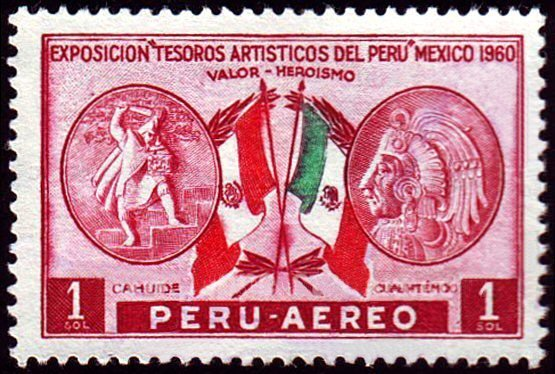
Cahuide en un sello postal de 1962, junto a Cuauhtémoc.

Este personaje inca de la historia del Perú (época de la conquista española) ha recibido algunos homenajes a lo largo de la época republicana:
- En 1932 se acuñó monedas de estilo neo-peruano con la imagen del general inca Cahuide.[6]
- El escultor peruano Artemio Ocaña ha realizado una pieza a Cahuide que se ubica en la ciudad de Huancayo.
- En el siglo XXI en la villa de Maca, departamento de Arequipa (cerca a Chivay) se ha levantado un conjunto monumental en homenaje al Inca Cahuide. Este conjunto monumental tiene unos 4,60 metros de altura y representa a Cahuide luchando sobre un torreón inca y abatiendo a un español. Esta pieza escultórica fue realizada por los hermanos Luis Alberto, Raúl Oswaldo y Rodolfo Edwin Yanqui Yucra.[7]